# The Sacred Tiger of Agra
The Sacred Tiger of Agra è un cortometraggio muto del 1915 diretto da Lloyd B. Carleton. Basato su un soggetto di ambientazione esotica di Arthur A. Dennis, il film, prodotto dalla Selig Polyscope Company, aveva come interpreti Vivian Reed, Armin von Harder, Edward J. Peil, Cecil Holland.

## Trama
L'indigeno Omah giura eterna gratitudine al dottor Harris e a sua figlia Jennie, diventando il loro protettore contro i pericoli della giungla. Il rajah Hamurii, che vorrebbe comperare le terre del dottore, non riesce ad accordarsi sul prezzo ma, quando questi improvvisamente muore, riesce ad acquistarle da Jennie. Omah, per proteggere la giovane, avendo intuito le intenzioni del rajah, esorta Jennie a fuggire. Inseguiti nella giungla da Hamurii e i suoi uomini, i due fuggitivi si imbattono nella sacra tigre di Agra, un animale idolatrato dal rajah che era stato fatto fuggire dalla sua gabbia da un servo vendicativo. La tigre viene addormentata con una droga e viene offerta al rajah in cambio della sicurezza di Jennie. La ragazza può raggiungere sana e salva l'insediamento europeo, mentre Hamurii rientra in possesso della sua adorata e splendida tigre.

## Produzione
Il film fu prodotto dalla Selig Polyscope Company.

## Distribuzione
Distribuito dalla General Film Company, il film - un cortometraggio in una bobina - uscì nelle sale cinematografiche statunitensi il 25 dicembre 1915.